# Ольчедаївські шари
Ольчеда́ївські шари́ — геологічна пам'ятка природи місцевого значення в Україні. 
Розташована на південній околиці села Вищеольчедаїв Мурованокуриловецької громади Могилів-Подільського району Вінницької області, на правому березі р. Лядова. 
Площа 0,5 га. Оголошено відповідно до Рішення Вінницького облвиконкому від 22.06.1972 року № 335 та від 29.08.1984 року № 371. Перебуває у віданні Вищеольчедаївської сільської ради. 
Охороняється стратотипічний розріз гравелітів, конгломератів та аркозових пісковиків, зібраних в косонапавлені лінзоподібні відшарування. Це один з найповніших розрізів ольчедаївських шарів могилівської світи могилів-подільської серії венду. 
Пам'ятка знаходиться у закинутому кустарному кар'єрі довжиною стінок до 200 м., висотою до 8м. 
Опис знизу догори: граніти червоні гранат-біотитові чудново-бердичівські (валуни у руслі річки); валуно-гравійні відклади з лінзами пісковиків і гравелітів - 1,2 м.; аркозові гравеліти і грубозернисті пісковики подекуди лінзовидно-шаруваті - 2,8 м.; пісковики різнозернисті світло-жовто-сірі, подекуди з органічними рештками - 1,5 м.